# Conflito sectário no Iraque
Conflito sectário no Iraque é uma questão recorrente em toda a história do país, uma vez que as fronteiras modernas do Iraque foram em grande parte demarcadas em 1920 pela Liga das Nações. O país, como estabelecido, tornou-se imediatamente a pátria de uma variedade de grupos religiosos e culturais que passariam a entrar em confrontos entre si.

## Contexto
| Árabes xiitas Árabes sunitas Curdos iraquianos | Assírios iraquianos Yazidis iraquianos Turcomanos iraquianos |

Grupos étnicos e religiosos no Iraque:
Árabes xiitas
Árabes sunitas
Curdos iraquianos
Assírios iraquianos
Yazidis iraquianos
Turcomanos iraquianos

Quase 80% dos iraquianos são árabes, enquanto 15-20% constituem os curdos - um grupo étnico diferente, com sua própria língua, história e cultura. Os xiitas correspondem por cerca de 60% da população iraquiana e os sunitas por outros 35%. Durante o reinado de Saddam Hussein, a elite secular árabe sunita dominou o cenário politico iraquiano. O conflito atual entre sunitas e xiitas no Iraque baseia-se não apenas no cisma que ocorreu 1400 anos atrás, mas também na política de Saddam Hussein.

## Situação sob Saddam Hussein
O Partido Baath dominou o Iraque de 1968 a 2003, com a maior parte do tempo sob o domínio de Saddam Hussein, que chegou ao poder em 1979. Sob o regime de Saddam, a maioria das posições de poder no Iraque foi dada aos muçulmanos sunitas, que constituíam cerca de um quinto da população. Os contínuos combates com os curdos continuaram sob o governo baathista, até depois que um plano de paz foi anunciado em março de 1970, prevendo uma autonomia curda mais ampla e representação curda em órgãos governamentais, a serem implementados em quatro anos. Apesar disso, o governo iraquiano embarcou em um programa de arabização nas regiões ricas em petróleo de Kirkuk e Khanaqin no mesmo período.
Desde do momento em que Saddam Hussein tomou o poder, seu governo dispensou impiedosamente toda a oposição política; ademais, suas preocupações se voltaram para a divisão entre as facções sunitas e xiitas no Iraque. O aiatolá Ruhollah Khomeini, tendo sido exilado do Irã em 1964, passou a residir no Iraque, na cidade sagrada xiita de Najaf. Ali envolveu-se com os xiitas iraquianos e desenvolveu um relevante séquito político e religioso mundial contra o governo iraniano, que Saddam tolerava. Khomeini passou a exortar os xiitas a derrubar o regime iraquiano, contribuindo para a decisão de Saddam de expulsá-lo em 1978 para a França. No início de 1979, o xá Mohammad Reza Pahlavi, do Irã, foi deposto pela Revolução Iraniana, dando lugar a uma república islâmica liderada por Khomeini. A influência do Islã xiita revolucionário cresceu rapidamente na região, particularmente em países com grandes populações xiitas, sobretudo no Iraque. Saddam temia que as ideias radicais islâmicas estivessem se espalhando rapidamente dentro de seu país entre a maioria da população xiita.
Durante a Guerra Irã-Iraque, Hussein temia tanto a influência iraniana sobre a população xiita iraquiana que aumentou suas políticas de repressão a essa comunidade e deportou ao menos 40 mil xiitas ao Irã para evitar o risco de derrubada seu regime. O evento mais infame foi o massacre de 148 civis da cidade xiita de Dujail. Uma forte oposição também partiu dos curdos, contra a qual também foi lançada uma violenta campanha destinada a reafirmar o controle sobre a população de maioria curda das áreas do norte do Iraque e derrotar as forças rebeldes peshmerga curdas. Um dos episódios mais conhecidos foi o ataque contra cidade curda de Halabja com uma mistura de gás mostarda e agentes nervosos, que matou 5.000 civis. Em última análise, a guerra iraquiana-iraniana, com duração de oito anos, terminaria em um impasse.
Depois da derrota do Iraque na Guerra do Golfo, as comunidades iraquianas oprimidas viram uma oportunidade para depor Saddam quando o presidente estadunidense George H. W. Bush pediu aos iraquianos para que derrubassem o regime. Insurreições xiitas e curdas eclodiram, mas a ajuda externa não chegou por receio de perturbar a estabilidade na região. Assim, a Guarda Republicana Iraquiana suprimiu brutalmente a rebelião a um custo de 50.000 vítimas e a outros 50.000 emigrados. Os curdos, por outro lado, pediram diálogo e a extensa autonomia que haviam perdido. No entanto, as promessas não foram totalmente cumpridas.

## Situação após a invasão estadunidense de 2003

### Violência sectária durante a Guerra do Iraque
Com George W. Bush como presidente a abordagem dos Estados Unidos para o Iraque mudou abruptamente e, em 20 de março de 2003, as forças da coalizão invadiram o Iraque e conseguiram livrar os iraquianos de uma ditadura brutal. O estabelecimento de uma administração de ocupação estadunidense direta e a subsequente desbaathificação, muito em breve refletiriam nas relações entre sunitas e xiitas com a ascensão da al-Qaeda no Iraque e seus ataques lugares sagrados xiitas e a posterior violência sectária. Esta escalada acabou voltando-se contra as forças da coalizão. Em 2006, um governo xiita emergiu e este foi o momento em que um conflito sectário desenvolveu-se totalmente e desta vez houve uma insurreição sunita. Esses eventos deram espaço a muitas organizações islâmicas que gradualmente se transformaram no chamado Estado Islâmico do Iraque.
Os elementos sunitas da insurgência iraquiana fizeram questão de atingir os xiitas em ataques sectários. Por sua vez, os sunitas queixaram-se de discriminação e dos abusos dos direitos humanos por parte do governo iraquiano majoritariamente xiita, o que foi reforçado pelo fato de que detentos sunitas foram supostamente torturados em um complexo usado pelas forças do governo em 15 de novembro de 2005. Esse sectarismo alimentou um nível gigantesco de emigração e deslocamento interno.
Nessa época alguns teóricos, como o então senador estadunidense Joe Biden e o presidente emérito do Council on Foreign Relations Leslie H. Gelb, passariam defender a divisão do Iraque em uma federação de três unidades — a mesma fórmula aplicada na federalização da Bósnia e Herzegovina com regiões autônomas para as etnias minoritárias sérvia e croata, vinculadas a uma administração central — visando acabar com a violência sectária iraquiana. O plano dizia que o Iraque poderia ser repartido entre curdos no norte (Curdistão), árabes sunitas no centro (Sunistão) e árabes xiitas no sul (Xiistão). A ideia era que, se cada comunidade estivesse ocupada construindo uma nação, não atacariam entre si como estando dentro de um único país, onde essas comunidades lutam pelo domínio político às custas de outras comunidades, ao invés de trabalharem juntas.
Somente entre outubro de 2003 e março de 2005, 36% dos 700.000 iraquianos que fugiram para a Síria eram assírios e outros cristãos iraquianos, a julgar por uma amostra dos que registraram asilo por motivos políticos ou religiosos. Além disso, as pequenas comunidades mandeanas e yazidis ficariam arriscadas de serem eliminadas devido à limpeza étnica dos extremistas islâmicos.
Bairros inteiros em Bagdá foram limpos etnicamente pelas milícias xiitas e sunitas e a violência sectária se espalhou em todas as cidades iraquianas, onde há uma população mista.
Os sunitas fugiram de Basra, enquanto os xiitas foram expulsos de cidades e aldeias ao norte de Bagdá, como Samarra ou Baquba. Imagens de satélites mostram que a limpeza étnica no Iraque foi um fator-chave no exitoso "surge". Algumas áreas foram evacuadas por todos os membros de um determinado grupo devido à falta de segurança, que deslocaram-se para novas áreas por causa do medo de assassinatos por represália.
Por décadas, Hussein 'arabizou' o norte do Iraque. Agora, sua limpeza étnica foi revertida. Milhares de curdos étnicos invadiram terras anteriormente ocupadas por árabes iraquianos, forçando pelo menos 100 mil deles a fugirem para campos de refugiados. Os árabes sunitas expulsaram pelo menos 70 mil curdos da metade ocidental de Mossul. O leste de Mossul tornou-se curdo e o oeste árabe sunita. As políticas de Curdificação depois de 2003 (com os não-curdos sendo pressionados a deslocarem-se, em particular os cristãos assírios e os turcomanos iraquianos) provocaram sérios problemas interétnicos.
A situação começou a se acalmar a partir de 2007 nos dois anos seguintes e, no final de 2011, os últimos soldados dos Estados Unidos deixaram o Iraque. Isso trouxe o fim da ocupação estadunidense, mas não o fim da revolta contra o governo central ou o fim da violência. Um aumento adicional no sectarismo tornaria-se ligado à Guerra Civil Síria.

### Guerra Civil após a retirada estadunidense
Após a retirada das tropas dos Estados Unidos em 2011, a insurgência continuou e o Iraque passou a sofrer com a instabilidade política. Em fevereiro de 2011, os protestos da Primavera Árabe espalharam-se para o Iraque; mas os protestos iniciais não derrubaram o governo. O Movimento Nacional Iraquiano, representando a maioria dos sunitas iraquianos, boicotou o Parlamento por várias semanas no final de 2011 e no início de 2012, alegando que o governo dominado pelos xiitas estava se esforçando para marginalizar os sunitas.
Em 2012 e 2013, os níveis de violência aumentaram e os grupos armados dentro do Iraque foram cada vez mais estimulados pela Guerra Civil Síria. Tanto sunitas quanto xiitas cruzaram a fronteira para combater na Síria. Em dezembro de 2012, os árabes sunitas protestaram contra o governo, o qual acusaram de os terem marginalizado.
Em 2014, um grupo wahhabita chamado Estado Islâmico do Iraque e do Levante começou a avançar sobre grande parte do norte do Iraque. Conhecido por sua interpretação extremista da fé islâmica e da lei da sharia  e sua violência brutal,  o Estado Islâmico procurou atacar os muçulmanos xiitas, cristãos assírios e armênios, yazidis, drusos, shabaks e mandeanos em particular. Ao mesmo tempo, o grupo terrorista Estado Islâmico captura várias das grandes cidades iraquianas, como Tikrit, Fallujah e Mossul, criando centenas de milhares de deslocados internos em meio a relatos de atrocidades por seus combatentes.
Os conflitos intermitentes entre as facções sunitas, xiitas e curdas fizeram ressurgir um crescente debate sobre a divisão do Iraque em três regiões autônomas, que incluiriam o Curdistão no nordeste, o Sunistão no oeste e um Xiistão no sudeste.